# Ludwig Klages

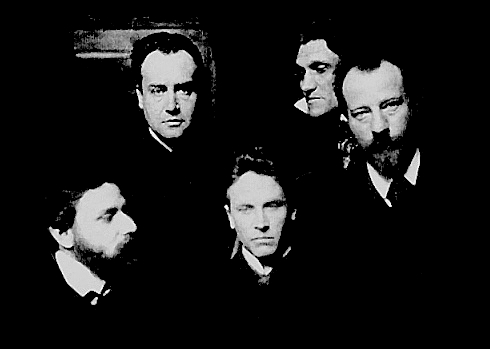
Die „Kosmiker“ (v. l. n. r.) Karl Wolfskehl, Alfred Schuler, Ludwig Klages, Stefan George, Albert Verwey

Friedrich Konrad Eduard Wilhelm Ludwig Klages (geboren am 10. Dezember 1872 in Hannover; gestorben am 29. Juli 1956 in Kilchberg, Schweiz) war ein deutscher Lebensphilosoph und Psychologe sowie der Begründer der ausdruckswissenschaftlichen Graphologie. Er war Vertreter einer besonderen Charakterkunde und der biozentrischen Metaphysik. Bis heute ist er bekannt durch sein zivilisationskritisches Grußwort an den Ersten Freideutschen Jugendtag, der 1913 auf dem Hohen Meißner stattfand.

## Leben
Ludwig Klages Eltern waren der Tuchhändler und Kaufmann Friedrich Ferdinand Louis Klages und seine Ehefrau Marie Helene, geb. Kolster († 1882). Seine Schwester war die Graphologin Helene Klages (1878–1947).
Klages besuchte bis 1891 das Ratsgymnasium Hannover. Einer seiner Jugendfreunde war der spätere Kulturphilosoph Theodor Lessing, mit dem er sich für den stabreimenden Dichter Wilhelm Jordan begeisterte. Klages beendete die Freundschaft aber 1899. Inwieweit Klages’ Antisemitismus der Grund dafür war, ist nicht endgültig geklärt. Beide betonten später, dass die gemeinsamen Jugendjahre ihr künftiges weltanschauliches Denken geprägt haben.
Zum Studium der Chemie ging er nach Leipzig, Hannover und ab 1893 München. Er schloss es mit der Promotion ab und beschloss, nie als Chemiker zu arbeiten. In München begegnete Klages dem Bildhauer und Graphologen Hans Hinrich Busse, der 1894 dort ein Graphologisches Institut eröffnet hatte. Klages wandte sich auch der Graphologie zu, die er zu einer Ausdruckswissenschaft entwickelte (was Heinz Friedrich als Vorwegnahme der Ethologie von Konrad Lorenz ansah).
In München traf Klages auch auf den Dichter Stefan George, den Schriftsteller Karl Wolfskehl und den Kosmologen und Mystagogen Alfred Schuler. Sie bildeten (zusammen mit Franziska zu Reventlow, deren Liebhaber er 1901/02 wurde) eine Runde und nannten sich Kosmiker. Für Reventlows uneheliches Kind übernahm er die Vormundschaft. Sie trennte sich von ihm, u. a. weil er verlangte, das Rauchen aufzugeben. In dieser Zeit wirkte Klages u. a. auf Walter Benjamin ein, der ihn in München besuchte und den er zur Verwendung des Begriffs „Aura“ anregte. Der Kosmiker Wolfskehl machte Klages auf Johann Jakob Bachofen und dessen Matriarchatstheorie aufmerksam, die ihn, der seine Mutter früh verloren hatte, tief beeindruckte. Klages besuchte damals außerdem die Vorlesungen des Psychologen Theodor Lipps, der einer der Mitbegründer der Phänomenologie war.
1907 lernte Klages die Künstlerin Maria Gundrum kennen. Sie war über viele Jahre das Bindeglied zwischen Klages und Alfred Schuler.
Als 1914 viele deutsche Intellektuelle in Kriegsbegeisterung verfielen (siehe Augusterlebnis), blieb Klages nüchtern. Er verlegte 1915 seinen Wohnsitz nach Kilchberg in der Schweiz. Dort verbrachte er arbeitsintensive Jahre und bestritt seinen Lebensunterhalt aus Buch- und Vortragshonoraren. Er war befreundet mit Menyhért Palágyi (1859–1924), der ihn stark beeinflusste und als seinen Nachlassverwalter bestimmte.
Als öffentliche Auszeichnung erhielt Klages 1932 die Goethe-Medaille für Kunst und Wissenschaft vom Reichspräsidenten Paul von Hindenburg verliehen. Schon längst Antisemit, veröffentlichte Klages in der Zeit des Nationalsozialismus weitere rassistische und antisemitische Artikel. Von 1936 an traf er zunehmend auf die Kritik deutscher parteiamtlicher Stellen, insbesondere durch eine Absage Alfred Rosenbergs an Klages’ Philosophie (während sich Baldur von Schirach zeitweilig positiv äußerte). Zu seinem 70. Geburtstag 1942 standen abfällige Artikel in vielen deutschen Zeitungen. Dagegen gab es zum 80. Geburtstag 1952 eine Vielzahl positiver Würdigungen und Gratulationen, u. a. vom Bundespräsidenten Theodor Heuss (siehe Hammer 1992, Hönel 1947, Schröder 1992).
Wegen der nur geringen Buchhonorare während der Kriegs- und Nachkriegsjahre übernahm Klages ab 1948 erneut graphologische Gutachten, von 1949 an hielt er gelegentlich Vorträge in Deutschland. Später unterstützte ihn sein Freundeskreis finanziell.
Klages’ Nachlass wird heute im Deutschen Literaturarchiv im Schiller-Nationalmuseum (Marbach am Neckar) verwaltet, wo auch sein Arbeitszimmer rekonstruiert wurde.
Klages hat durch seine weit verbreiteten Bücher über Ausdruckspsychologie, Charakterkunde und Graphologie in der ersten Hälfte des 20. Jahrhunderts über die Psychologie hinaus breiten Einfluss ausgeübt. Diese Arbeiten wurden von seinen philosophischen Überzeugungen geleitet, deren Grundgedanke im Buchtitel „Der Geist als Widersacher der Seele“ (1929) ausgedrückt ist. Seine Lebensphilosophie wandte sich gegen einseitigen Rationalismus, gegen Technisierung und Reduktionismus. Wegen seiner radikalen Kritik an Zivilisation und Fortschrittsglauben sowie der Zerstörung des natürlichen Lebens gilt er als einer der Urväter der modernen Ökologiebewegung.

## Graphologie (Schriftdeutung) und Ausdruckskunde
Klages gilt als bedeutendster Pionier der Graphologie, denn er entwickelte eine ausdruckswissenschaftliche Grundlage für die psychologische Deutung der Handschrift (Ausdruckspsychologie). Die traditionelle Graphologie war in der zweiten Hälfte des 19. Jahrhunderts vor allem durch die französische Schule von Jean Hippolyte Michon, Jules Crépieux-Jamin u. a. geprägt: bestimmten Schriftmerkmalen wurden relativ feste psychologische (charakterliche) Bedeutungen zugewiesen. Der Graphologe übersetzte diese Zeichen (signe fix) in psychologische Begriffe. Klages hat diesen Ansatz wesentlich erweitert, indem er genauer zwischen der Schrift als Ausdruck und der Schrift als Darstellung unterschied. Das Ausdrucksprinzip lautet:
„jede ausdrückende Körperbewegung verwirklicht das Antriebserlebnis des in ihr ausgedrückten Gefühls“ … „der Ausdruck verwirklicht nach Stärke, Dauer und Richtungenfolge die Gestalt einer seelischen Regung.“ (Grundl. Wiss. vom Ausdruck, 1950, S. 148, 157)
Das nur für menschliche Äußerungen geltende Darstellungsprinzip lautet: „[…] die willkürbare Bewegung kann vom Darstellungsdrange nur insoweit gemodelt werden, als sie einhergeht mit unbewusster Erwartung ihres anschaulichen Erfolges. […] jede willkürbare Bewegung des Menschen wird mitbestimmt von seinem persönlichen Leitbild.“ (Grundl. Wiss. vom Ausdruck, 1950, S. 272–273)
Von diesen beiden Prinzipien ging Klages aus, um die psychologische Bedeutung einzelner Schriftmerkmale abzuleiten. Einige Merkmale entstehen vor allem als spontaner Ausdruck. In anderen Merkmalen erscheint eher eine Darstellungsabsicht oder ein Leitbild. Es gibt auffällige Schriftmerkmale, z. B. charakteristische Formen seltener Schleifen, Verkürzungen und betont „originelle“ Unterschriften, die als Selbstdarstellungen anzusehen sind. Dennoch sind auch diese Zeichen im Zusammenhang der weitgehend unwillkürlichen Ausdrucksbewegung des Schreibens zu interpretieren. Viele Merkmale, beispielsweise der Schwung in der Unterschrift eines temperamentvollen Menschen, enthalten also beide Ursprünge. Die psychologische Bedeutung eines Schriftmerkmals wird durch Analogieschlüsse abgeleitet:
„Damit ein Winkel entstehe, muss die Bewegung der Federspitze bis zum Nullpunkt der Geschwindigkeit verlangsamt werden, um dann sofort in die neue Richtung hinüberzubiegen. Die dazu von Punkt zu Punkt erforderliche Bremsung setzt im Schrifturheber eine ständige Spannungsbereitschaft voraus, und so ist denn die positive Bedeutung des Winkels: Widerstandskraft.“ (Handschrift und Charakter, 1971, S. 115). Den Schreibdruck interpretiert Klages als Ausdruck der Willenskraft: „Zweck jeder Nachdrücklichkeit der Bewegung ist offenbar die Überwindung irgendwelcher Widerstände.“ Ein Winkel kann nun druckstark oder druckschwach geschrieben werden, und aus jeder Kombination ergibt sich eine modifizierte Bedeutung: eine besonders nachdrückliche Widerstandskraft bzw. eine Widerstandstendenz ohne ausgeprägte Energie. Auf diese Weise sind die zahlreichen Einzelmerkmale in der graphologischen Kombinatorik zu gewichten. An die Stelle der schematischen Deutungstabellen der früheren Graphologie tritt eine ausdruckspsychologisch fundierte Interpretation.
Bevor ein genaues Merkmalsprotokoll aufgenommen wird, gewinnt Klages einen allgemeinen Eindruck vom „Formniveau“ der Schrift, d. h. deren Rhythmus, Ebenmaß, Regelmäßigkeit, Geübtheit, Eigenständigkeit und charakteristischer Ausbildung. Diese Beurteilung des Formniveaus kann zwar im Verlauf der Deutung bestätigt oder modifiziert werden, liefert aber immer den allgemeinen Rahmen. Für die Interpretation sind vor allem die auffälligen, d. h. die von der Schulvorlage abweichenden, Merkmalsausprägungen zu erfassen. Die einzelnen Schriftmerkmale sind mehrdeutig und müssen nach einem umfangreichen System von Prinzipien und Regeln interpretiert werden (u. a. Heiß 1943).
Die Graphologie bildet ein Teilgebiet der Ausdruckspsychologie neben der Deutung von Mimik, Gestik, Stimme und neben der Psychologie der bildnerischen und musikalischen Darstellung. Die Handschrift nimmt hier eine Ausnahmestellung ein, weil sie einen „geronnenen“ Ausdruck repräsentiert. Sie ist ein selbst-protokolliertes Verhalten bei der Absicht einen Textinhalt zu formen und mit einem Bewegungsfluss einen vorgegebenen Raum zu gestalten. Klages beschreibt eingehend die menschlichen Ausdrucksbewegungen und die vegetativen Ausdruckserscheinungen, d. h. die unwillkürlichen physiologischen Begleitvorgänge einer Emotion, z. B. das Erröten. Wenn er die Ausdrucksbilder von Freude oder Zorn schildert, sind bereits emotionspsychologische Prinzipien und Anfänge einer ethologischen (verhaltenswissenschaftlichen) Sicht zu erkennen. – Der breite Einfluss von Klages Graphologie erklärt sich vor allem aus dem erwarteten praktischen Nutzen für die Charakterkunde, d. h. zur besseren Menschenkenntnis und für psychologische Gutachten zu verschiedenen Zwecken. Klages entwickelte die Ausdruckswissenschaft als theoretische Grundlegung seiner Graphologie, die ihrerseits zur wichtigsten Hilfswissenschaft der Charakterkunde wird. Er schuf damit ein zusammenhängendes System, in dem das diagnostische Verfahren und die Theorie des Charakters (Persönlichkeit) eng aufeinander bezogen sind. Klages wurde als Erneuerer der Charakterkunde bzw. als Begründer der deutschen Charakterologie bezeichnet (Heiß 1936, Fisseni 1998).

## Charakterkunde
Klages definiert: „Die Persönlichkeit ist nicht nur vitale Einheit, sondern außerdem ein Ich; kürzer, sie ist das individuelle Selbst und Charakterkunde die mit ihm sich befassende Wissenschaft.“ (Grundl. Charakterkunde, 1936, S. 16). Er beschreibt die Eigenschaften und den Aufbau des Charakters sehr differenziert in phänomenologisch-psychologischer Weise, d. h. aufgrund des eigenen Erlebens, durch Introspektion und Reflexion, aber auch auf Ausdrucksbeobachtungen sowie literarische u. a. kulturelle Phänomene gestützt. Klages betont immer wieder den psychologischen Sinn der Wörter und den Reichtum des sprachlich gefassten psychologischen Wissens. Es sind gleichsam Niederschläge des Bewusstseins, auf die sich die Charakterkunde stützen kann (vgl. sein Buch: Die Sprache als Quell der Seelenkunde). Spätere Psychologen wie Raymond B. Cattell haben diesen Ansatz als sog. lexikalische Richtung der Persönlichkeitsforschung übernommen, um durch systematische Erhebung der Mannigfaltigkeit von Eigenschaftswörtern und durch geeignete, auch statistische Reduktionsverfahren zu den grundlegenden Eigenschaftsdimensionen zu gelangen (siehe Angleitner et al. 1990, Amelang et al. 2006).
Klages unterscheidet zwischen den Fähigkeiten (Begabungen) und dem Charakter im engeren Sinn und beschreibt ausführlich die einzelnen Eigenschaften und die Struktur des Charakters. Die Mengeneigenschaften (Fähigkeiten, Begabungen) sind durch Vergleich zwischen Personen zu bestimmen. Die Richtungseigenschaften bzw. Interessen (Triebfedern) sind eher durch den Vergleich zwischen den Ausprägungen der verschiedenen Interessen einer einzelnen Person zu beurteilen. Die Verhältniseigenschaften repräsentieren dagegen grundsätzlich das Ergebnis zweier Tendenzen und sind deswegen als eine Proportion darzustellen. So ergibt sich die aktuelle Willenserregbarkeit zur Ausführung einer Handlung aus dem (wechselnden) Verhältnis der Triebkraft einer Regung und dem vorhandenen inneren Widerstand (Hemmung). Wichtige Struktureigenschaften sind außerdem die persönliche Gefühlserregbarkeit (Affektivität) und das persönliche Äußerungsvermögen. Das Gefüge des Charakters ergibt sich aus dem inneren Zusammenhang dieser Eigenschaftsgruppen. Außerdem definiert Klages Haltungsanlagen, in denen die Wirkungen des Charakters auf das Gemeinschaftsleben erscheinen. Die elementaren Triebregungen geben den persönlichen Interessen und dem Charakter insgesamt die vitale Energie.
Klages übertrifft die traditionelle Charakterkunde, wie sie vor allem Julius Bahnsen (1867) in seiner Charakterologie geprägt hatte. Von der Annahme weitgehend starrer, eingeritzter Charakterzüge und von der alten Lehre der vier Temperamente unterscheidet er sich, indem er die Eigenschaften differenzierter beschreibt, nicht nur strukturell orientiert, sondern auch im dynamischen Verlauf, d. h. wie ein Zusammenspiel von Kräften. Aus dieser Sicht ergibt sich ein neues Verständnis für die Mehrdeutigkeit einer Verhaltensäußerung. Praktische Beispiele enthalten seine Motivationslehre und seine Schilderung der Interessen und Antriebsweisen, und wichtige theoretische Begriffe sind die Verhältniseigenschaften und die Verlaufseigenschaften des Temperaments. An seine Gedanken, z. B. über das persönliche Leitbild, über die Facetten der Selbstbehauptung und des Selbstbewusstseins, über Ausdrucksbegabung und Gestaltungskraft, über die Einheit von Antriebserleben und ausgedrücktem Gefühl, könnten auch heutige Psychologen anknüpfen. Anstelle des nur noch selten gebrauchten Begriffs Charakterkunde (Charakterologie) wird heute meist Persönlichkeitspsychologie verwendet.
Den früheren Charakterologen fehlte noch eine spezielle diagnostische Methodik, wie sie Klages in der Graphologie als Hilfswissenschaft der Charakterkunde entwickelt hat. Handschrift und Charakter hatte zwischen 1917 und 1989 insgesamt 29 Auflagen. Spätere Untersuchungen zur empirischen Gültigkeit graphologischer Gutachten sind zumeist negativ ausgefallen (Graphologie) und heute sind andere Methoden der Psychologischen Diagnostik üblich. Dennoch bleibt die Leistung anzuerkennen, Charakterkunde und Ausdruckskunde zu verknüpfen und beiden eine philosophische Grundlage zu geben. Entscheidend ist aus Klages’ Sicht die philosophische Grundlegung der Charakterkunde als Metaphysik der Persönlichkeitsunterschiede.

## Philosophische Anthropologie
„Der Takt wiederholt, der Rhythmus erneuert.“
Dieser kurze Satz aus dem Buch Vom Wesen des Rhythmus fasst Klages zentrales Anliegen zusammen: Der „Geist“, damit gemeint ist die so genannte naturwissenschaftliche Vernunft, hier verantwortlich für den mechanisch aufgefassten Takt, sei eine lebensfeindliche Macht und dem rhythmischen Leben entgegengesetzt.
Klages behauptet einen fundamentalen Gegensatz zwischen Seele und Geist (im Unterschied zu dem verbreiteten Dualismus von Seele und Körper). Auf der einen Seite sieht er Seele und Leib als polare Einheit: „Die Seele ist der Sinn des Leibes, das Bild des Leibes die Erscheinung der Seele.“ Erlebnis- und Ausdrucksfähigkeit bilden die Lebenswirklichkeit. Lebendigsein heißt für Klages Erlebenkönnen. Leben drängt zum Ausdruck, schafft Ausdruck und deshalb ist Ausdrucksdeutung als Wesensfindung zu begreifen. (Leib-Seele-Problem, Menschenbild)
Demgegenüber existiert der lebensferne, insofern „außerweltliche“ Geist mit dem rationalistischen Denken, das Elemente der Erlebniswirklichkeit isoliert, abstrakt sowie auch rechnerisch erfasst, und potentiell lebenszerstörerisch wirkt. Der Mensch soll nicht einseitig als rationales Wesen gesehen werden. Wenn der Geist sich verselbständigt, will er beherrschen, sich durchsetzen und anderes untertan machen, wird er „Wille zur Macht“. Eine biozentrische Sicht müsse der anthropozentrischen entgegengestellt werden. Klages’ Denken ist hier u. a. von Friedrich Nietzsches Lehre über die Lebensfeindlichkeit des Geistes beeinflusst. Einige autobiographische Hinweise sprechen dafür, dass die innere Gegensätzlichkeit von abstrakt-isolierendem Geist und lebendig-ausdrucksvoller Seele ihn in seiner eigenen Entwicklung stark beschäftigt hat (Hammer, 1992). Von diesem Lebenszwiespalt, der sich wesentlich von Sigmund Freuds Auffassung von Triebleben und Bewusstem unterscheidet, gehen Spannungen aus, die im Charakter eines Menschen erscheinen und sich im Umgang mit der lebendigen Natur auswirken. Das Werk „Der Geist als Widersacher der Seele“ erschien 1929, 1932 folgten noch zwei Ergänzungsbände.
Die Anschauung von der Gesamtheit des Organismus geht der Erforschung der Teile voraus. Das ganzheitliche Erleben kann nicht ohne weiteres in seine Bestandteile zerlegt werden. In seiner Kritik der zeitgenössischen Schulpsychologie, d. h. der vorwiegend experimentalpsychologischen Richtung an den Universitäten, stellte Klages fest, dass aus einer allgemeinen Psychologie elementarer Funktionen, wie Empfindungen, Wahrnehmungen, Vorstellungen usw. kein Bild eines wirklichen Charakters zusammengesetzt werden könnte. Auch in den damals beginnenden Untersuchungen zur differentiellen Psychologie sah er keinen Weg, der zum Verstehen einer Persönlichkeit führt, kein Band oder Gesetz, was diese Einzelheiten zusammen bringen könnte. Im Kontrast zu seiner naturwissenschaftlichen Ausbildung begann Klages zunehmend, die Vorherrschaft des rational-analytischen Denkens zu kritisieren, eine Erfolglosigkeit der experimentellen Methoden und ein Versagen der lebensfernen Schulwissenschaft zu behaupten. Der Charakter sei grundsätzlich nicht experimentell untersuchbar.
Einer Einordnung, die sich auf diese Aussagen von Klages stützt, als „nur“ phänomenologisch oder als irrationalistisch stehen jedoch andere Aussagen gegenüber. Klages ist überzeugt, dass jede beliebige Eigenschaft graduiert auftritt, d. h. in ihrer quantitativen Ausprägung, zumindest in einer Größer-Kleiner-Relation erfasst werden kann. In diesem Zusammenhang ist auch relevant, wie er Verhältniseigenschaften fast rechnerisch als Quotienten zu definieren versucht. Unbedingten Vorrang hat allerdings die Deutung von Ausdruck und Sprache in der Tradition der geisteswissenschaftlichen Hermeneutik sowie die Erlebniswirklichkeit im Sinne des phänomenologischen Ansatzes von Theodor Lipps.
In seinen graphologischen Gutachten drückt sich diese Absicht aus, eine Persönlichkeit insgesamt zu verstehen. Damit schuf er psychologische Vorbilder, die jedoch noch nicht zu einer umfassenderen, auch andere Informationsquellen einbeziehenden psychologischen Biografik ausgeformt waren.
Ludwig Klages hat sich intensiv für im weitesten Sinne ökologische Belange im Sinne der Natur- und Heimatschutzbewegung zu Beginn des 20. Jahrhunderts eingesetzt. Schon früh prangerte er ganz konkret die Folgen der modernen Zivilisation, wie beispielsweise das Aussterben zahlreicher Tier- und Pflanzenarten, an. Sein ganzheitliches Lebens- und Naturverständnis bezeichnete er selbst explizit als „Metaphysik des Heidentums“. Zu seinem Heidentum gehört dabei allerdings nicht der Glaube an konkrete Gottheiten, sondern eine Sichtweise, in der der Kosmos als beseelt und lebendig erscheint. Das Schauen des Lebensganzen führe zum Begreifen der Welt als beseelt.
In dem Aufruf Mensch und Erde, dem Grußwort an den Ersten Freideutschen Jugendtag, formulierte Klages 1913 eine scharfe Kritik an der Naturzerstörung und an der Übertragung des Darwinismus auf die menschliche Gesellschaft: „Die Natur kennt keinen 'Kampf ums Dasein', sondern nur den aus der Fürsorge für das Leben.“ ... „Wo aber der Fortschrittsmensch die Herrschaft antrat, deren er sich rühmt, hat er ringsum Mord gesät und Grauen des Todes.“ Dies machte ihn zu einem Vordenker der Ökologiebewegung, die über bloßen Umweltschutz hinausgeht:
„Unter den Vorwänden von 'Nutzen', 'wirtschaftlicher Entwicklung', 'Kultur' geht [der Fortschritt] in Wahrheit auf Vernichtung des Lebens aus. Er trifft es in allen seinen Erscheinungsformen, rodet Wälder, streicht die Tiergeschlechter, löscht die ursprünglichen Völker aus, überklebt und verunstaltet mit dem Firnis der Gewerblichkeit die Landschaft und entwürdigt, was er von Lebewesen noch überlässt, gleich dem 'Schlachtvieh' zur blossen Ware, zum vogelfreien Gegenstande eines schrankenlosen Beutehungers. In seinem Dienste aber steht die gesamte Technik und in deren Dienste wieder die weitaus grösste Domäne der Wissenschaft.“
Die Psychoanalyse seines Zeitgenossen Sigmund Freud rechnete er – ohne ihn namentlich zu nennen – wegen ihrer angeblichen Ableitung von Zärtlichkeit, Innigkeit und Mütterlichkeit, kurz dem „Vereinigungstrieb schlechthin“, aus dem Geschlechtstrieb zur „Pfuscherpsychologie“, deren Wirkung es sei, „… den schon abgestumpften Sinn der ‚Gebildeten‘ vollends erblinden zu machen für das Wesen des – Eros.“

## Vom kosmogonischen Eros
Im ersten nichtgraphologischen Werk legte Klages die metaphysischen Grundlagen seiner Auffassung dar. Er unterscheidet zwischen Eros und Sexus. Während der Eros im Sprachgebrauch der Gebildeten seiner Zeit die hinaufziehende Wirkung der Liebe, im Gegensatz zur herabziehenden des Sexus, bezeichnet, zeichnet Klages die Differenz schärfer durch seine Ansicht über Liebe aus der Fülle im Gegensatz zur Liebe aus Mangel und Liebe zur Ferne, zum Fernsten im Gegensatz zur Liebe als Nähe.

## Kritik

### Stil und Pose
Als Hemmnis für Klages’ Rezeption sehen seine Anhänger sein Posieren in der Rolle des unbeirrbaren Sehers, der im Kanzelstil raunende, pastorale Sätze von sich gibt. Die Lesbarkeit seiner Schriften, im Duktus denen Rudolf Steiners vergleichbar, wird erschwert durch die Marotte, auch gängigste Fremdwörter eigensinnig einzudeutschen; so wird das Mikroskop zur Nahröhre. (So Kunz und Falter)

### Antisemitismus und Nähe zur nationalsozialistischen Ideologie
Klages war als Neuheide vehementer Gegner des Monotheismus und damit auch der jüdischen Religion, was ihm manchmal als Antisemitismus ausgelegt wird.
Klages’ antisemitische Ausfälle gegenüber Karl Wolfskehl führten zum Großen Schwabinger Krach und dem Ende der Kosmiker. Sein Hass auf seinen Jugendfreund Theodor Lessing sowie weitere, vor allem in Briefwechseln und von Freunden dokumentierte antisemitische Äußerungen lassen die Grenze zwischen philosophischem Antijudaismus und rassistischem Antisemitismus bei Klages allerdings stark verschwimmen. So schrieb er beispielsweise 1918 in einem Brief über Nietzsches Sklavenmensch: „Er entstand und entsteht immer und überall durch Rassenmischung und Blutsverschlechterung; und seine notwendige Ergänzung ist der Verbrecher. – Der Lebensforscher sieht im Sittlichkeitsphänomen nur eines: den geistigen Ausdruck schlechten Blutes“. Dagegen spricht das Vertrauen, das Menyhért Palágyi in ihn setzte.
Zudem versuchten Klages’ Anhänger, den besonders von 1933 bis 1938 von den Nationalsozialisten hofierten „Modephilosophen“ der 1930er Jahre, zum führenden Philosophen des Dritten Reichs zu stilisieren, was – trotz prominenter Fürsprache von u. a. Baldur von Schirach – am Einschreiten von Alfred Rosenberg und Alfred Baeumler scheiterte. Unzweifelhaft liegt im Dritten Reich der Rezeptionshöhepunkt der Klagesschen Philosophie und Psychologie, was sich in unzähligen Dissertationen über Klages, massiver publizistischer Präsenz in Zeitungen und Zeitschriften, sowie den Auflagen- und Verkaufszahlen seiner Bücher zeigt. Noch 1944 glaubte Klages an eine rassische Überlegenheit der Germanen, wenn er in Rhythmen und Runen schrieb: „Das germanische Wesen war als die vollendete Mischung aller Erdelemente angelegt.“
Walter Laqueur urteilte über Klages: „Seine beißende Kritik an Moral und Gewissen und seine Angriffe gegen den Geist, den Widersacher der Seele, ebneten der faschistischen Philosophie nicht unwesentlich den Weg. Die Nationalsozialisten lehnten Klages schließlich wegen seiner Weichheit und seines Pazifismus ab. Das änderte jedoch nichts daran, daß er als geistiger Wegbereiter des Dritten Reiches gelten muss.“

## Wirkung
Von Klages beeinflusst ist Philipp Lersch, der in seiner phänomenologischen Psychologie der Person ebenfalls ein System von Eigenschaften, Antrieben und Interessen, Befindlichkeiten, Affekten und Gefühlen höchst differenziert darstellte. Auch er bediente sich der phänomenologisch-reduzierenden Selbstbeobachtung von Erlebnisweisen und schloss literarische und philosophische Quellen, Verhaltensbeobachtungen und Ausdruckspsychologie ein. Sein 1938 erschienenes Buch Aufbau des Charakters, später unter dem Titel Aufbau der Person veröffentlicht, erreichte bis 1970 insgesamt 11 Auflagen. Es war damit eines der am weitesten verbreiteten psychologischen Lehrbücher in Deutschland. Es fehlte jedoch an einer neuen Methodik, die im Einzelfall der kritischen empirischen Prüfung zugänglich war, und es mangelte an den Schritten zur praktischen Anwendung.
Auch in Robert Heiß’ Lehre vom Charakter (1936) gibt es viele Bezüge zu Ludwig Klages, doch wird hier auch der Bogen von der Charakterkunde zur biologischen Konstitutionslehre, zu medizinischen Fragestellungen und zur Tiefenpsychologie und Psychotherapie geschlagen. Auch für Heiß ist die Graphologie noch die wichtigste Hilfswissenschaft, doch öffnet sich der methodische Horizont für die neuen psychologischen Testverfahren zur Untersuchung der Intelligenz und der Fähigkeiten sowie zur Persönlichkeitsdiagnostik mittels projektiver Tests. Hier wurden über die Graphologie hinaus Prinzipien und genaue Regelwerke entwickelt, wie mehrdeutige Zeichen im Verbund zu deuten sind. Diese Strategien sind, unabhängig vom speziellen Anwendungsgebiet, als wichtiger und überdauernder Beitrag zur Methodik der psychologischen Interpretation anzusehen.
In der Gegenwart hat der Philosoph Hermann Schmitz in seinen Büchern ähnliche phänomenologisch-psychologische Interpretationen von alltäglichen Erlebnisweisen, Körperlichkeit, Befindlichkeit und anderen unmittelbaren Erfahrungen, Einstellungen usw. gegeben (Neue Phänomenologie). Er führte diesen Ansatz der leibseelischen Einheit weiter zu einem eigenständigen System aus. Ludwig Klages’ Denken hat auch bei anderen Psychologen und Philosophen Spuren hinterlassen; zu nennen sind Gordon Allport und Walter Benjamin, der Arzt Hans Prinzhorn und der Neurologe Ernst Frauchiger.
Klages hatte zu seiner Zeit viele Anhänger, von anderen jedoch wurden sein Menschenbild und seine Leitidee des metaphysischen Lebenszwiespalts strikt abgelehnt. Heute finden die Perspektiven der Lebensphilosophie wieder mehr Interesse. Das zeitweilig hohe Ansehen von Ludwig Klages mag zunächst auch in der populären Evidenz von Handschrift und Charakter begründet gewesen sein. Darüber hinaus erreichte seine Lehre eine eindrucksvolle Geschlossenheit von empirischer Ausdruckskunde und theoretischer Charakterkunde, die beide durch sein philosophisches Menschenbild fundiert sind. Die Charakterkunde so nachdrücklich an einer philosophischen Überzeugung auszurichten hat wahrscheinlich – neben den Methodenproblemen und seinem selbstgewissen, oft intoleranten und gelegentlich prophetischen Stil – dazu beigetragen, dass Klages’ Lehre im Fach Psychologie heute fast vergessen ist und in den Lehrbüchern nicht mehr auftaucht. Er war von Anfang an für die akademische Psychologie ein Außenseiter. In Japan konnte seine Philosophie einigen Widerhall finden, wofür sich unter anderen der Literaturwissenschaftler Yukio Kotani einsetzte.
Der Filmregisseur Sergej Eisenstein setzte sich kritisch mit Klages’ Ausdruckskunde auseinander. Im „Iconic turn“ werden, ohne Bezug auf Klages, vergleichbare Fragestellungen zur Wirklichkeit der Bilder aufgegriffen.
Der Fragment gebliebene Jugendentwurf mit dem Titel Hestia, „eine Metaphysik des Heidentums“, gab den von der „Klages-Gesellschaft“ in Marbach am Neckar herausgegebenen Jahrbüchern den Namen.

## Werke (Auswahl)
- Prinzipien der Charakterologie. (1910, seit 1926 Die Grundlagen der Charakterkunde. 14. Aufl.). Bouvier, Bonn 1969.
- Mensch und Erde. (1913; mit anderen Abhandlungen 5. Aufl.) Diederichs, Jena 1937.
- Bachofen als Erneuerer des symbolischen Denkens. In: Corolla L. Curtius zum 60. Geburtstag dargebracht. Stuttgart 1937, S. 177–179.
- Ausdrucksbewegung und Gestaltungskraft. (1913; später Grundlegung der Wissenschaft vom Ausdruck. 7. Auflage. Engelmann, Leipzig 1950).
- Handschrift und Charakter. Gemeinverständlicher Abriß der graphologischen Technik. (1917; 29. Aufl. für die Deutungspraxis bearbeitet und ergänzt von Bernhard Wittlich.) Bouvier, Bonn 1989, ISBN 3-416-00312-8.
- Vom kosmogonischen Eros. (1922; zitiert nach 9. Aufl.) Bouvier, Bonn 1988, ISBN 3-416-00272-5.
- Die psychologischen Errungenschaften Nietzsches. Barth, Leipzig 1926.
- Zur Ausdruckslehre und Charakterkunde. Gesammelte Abhandlungen. N. Kampmann, Heidelberg 1926.
- Der Geist als Widersacher der Seele. (1929–32, Hauptwerk in 3 Bänden). 5. Aufl. Bouvier, Bonn 1972. (thule-italia.net)
- Vom Wesen des Rhythmus. Kampmann, Kampen auf Sylt 1934.
- Die Sprache als Quell der Seelenkunde. Hirzel, Zürich 1948.
- Ludwig Klages und Ernst Frauchiger (Hrsg.): Ludwig Klages. Sämtliche Werke. 16 Bände. Bouvier, Bonn 1964–1996.

## Originalton
- Das Problem des Menschen. Originaltonaufnahmen 1949/1952, hrsg. v. Thomas Knoefel u. Richard Reschika, supposé, Köln 2004. ISBN 978-3-932513-37-4.